# Fairytale (album de Constance Amiot)
Pour les articles homonymes, voir Fairytale.
 (octobre 2023).
Si vous disposez d'ouvrages ou d'articles de référence ou si vous connaissez des sites web de qualité traitant du thème abordé ici, merci de compléter l'article en donnant les références utiles à sa vérifiabilité et en les liant à la section « Notes et références ».
Fairytale est le premier album de la chanteuse de folk française Constance Amiot.

## Liste des titres
| No  | Titre                   | Durée |
| --- | ----------------------- | ----- |
| 1.  | Clash dans le tempo     |       |
| 2.  | Décrocher la lune       |       |
| 3.  | Rendez-vous de novembre |       |
| 4.  | Dime for a break        |       |
| 5.  | Fairytale               |       |
| 6.  | L'étourderie            |       |
| 7.  | L'envol                 |       |
| 8.  | Cross your fingers      |       |
| 9.  | On dira ouf             |       |
| 10. | Le souffle d'un matin   |       |
| 11. | Le bout du monde        |       |
| 12. | Art of living good      |       |